# Traducción jurada
La traducción jurada (también llamada, según el país, traducción pública, traducción oficial o traducción certificada) es la traducción de cualquier tipo de documento, realizada por un traductor reconocido por un organismo oficial y llamado, por esa razón, traductor oficial, traductor jurado, traductor certificado o perito traductor, entre otras denominaciones.
Por su parte, la interpretación jurada es la traducción de tipo oral (interpretación), realizada habitualmente ante tribunales de justicia (interpretación judicial), de cuyo contenido se hace responsable el intérprete.

## Título profesional
Los traductores e intérpretes acreditados reciben distintos nombres, según el país. En España la denominación oficial es traductor-intérprete jurado, aunque popularmente se le suele denominar traductor jurado. En otros países hispanohablantes, la denominación varía: existen el traductor público (Argentina y Uruguay), el traductor oficial (Colombia), el perito traductor oficial (México) y el perito traductor certificado (México).

## Traducción jurada por país

### España

#### Idioma español
La traducción jurada de documentos solo puede ser realizada por los traductores-intérpretes jurados nombrados por el Ministerio de Asuntos Exteriores (hasta finales de 2009 llamados intérpretes jurados). Este nombramiento habilita a los profesionales para realizar traducciones juradas entre el español y otra lengua para la que hayan sido habilitados. La profesión de traductor-intérprete jurado en España está regulada por el capítulo II del Reglamento de la Oficina de Interpretación de Lenguas del Ministerio de Asuntos Exteriores, en su redacción según el Real Decreto 2002/2009, de 23 de diciembre. Actualmente, puede accederse al título de traductor-intérprete jurado mediante tres vías:
- Mediante un examen convocado por el Ministerio de Asuntos Exteriores cuya convocatoria se regula según la Orden de 8 de febrero de 1996.[2] Entre los requisitos previos está haber completado estudios universitarios de al menos tres años de duración.
- Mediante el reconocimiento de cualificaciones profesionales obtenidas en un Estado miembro de la Unión Europea o del Espacio Económico Europeo.[3]

- Mediante la posesión del título de licenciado en traducción e interpretación o de un título extranjero que haya sido homologado a este, siempre que se acredite, mediante la correspondiente certificación académica, que se han superado las asignaturas de dicha licenciatura que, conforme a los planes de estudio de las correspondientes facultades, otorgan a los Licenciados «una preparación específica en traducción jurídica y económica e interpretación oral en la lengua o lenguas para las que se solicite el nombramiento». Dicha preparación consistía en un mínimo de 24 créditos en traducción jurídica y/o económica y de 16 créditos en interpretación.[4] Con la extinción de las licenciaturas, desapareció esta última vía, aunque el Real Decreto 2002/2009 estableció un régimen transitorio hasta el 30 de septiembre de 2015 para aquellas personas que estaban cursando la licenciatura en Traducción e Interpretación.

Una vez otorgado el nombramiento, el traductor jurado queda registrado en la Oficina de Interpretación de Lenguas, así como en la Delegación o Subdelegación del Gobierno de la provincia donde el traductor-intérprete jurado ejerza su profesión.

#### Otras lenguas oficiales de España
Dentro del marco de la descentralización política de España, el Estado ha delegado en ciertas comunidades autónomas la posibilidad de nombrar traductores jurados en las lenguas cooficiales de esos territorios: catalán, gallego y euskera. Estas comunidades autónomas tienen la competencia de nombrar sus propios traductores jurados, siguiendo los mismos procesos administrativos que sigue el Ministerio de Asuntos Exteriores. Estos traductores jurados deben ejercer sus funciones en las mismas condiciones que los traductores jurados nombrados por el Ministerio, y por supuesto, sus traducciones tienen el reconocimiento del Ministerio de Exteriores así como plena validez a nivel nacional y reconocimiento en el exterior.
- En Cataluña, la Dirección General de Política Lingüística de la Generalidad de Cataluña tiene la facultad de otorgar los títulos de traductor jurat e intèrpret jurat para la traducción del catalán a y de otras lenguas.[5]
- En Galicia, el Departamento de Política Lingüística de la Junta nombra tanto a tradutores xurados como a intérpretes xurados para el gallego.[6][7]
- En el País Vasco, el Gobierno Vasco nombra tanto traductores jurados como intérpretes jurados entre el euskera y otras lenguas.[8]
- En la Comunidad Valenciana, si bien la lengua valenciana es cooficial, no existe el título de traductor jurado con respecto a esta lengua, lo cual puntualmente da lugar a problemas cuando una persona necesita traducir a alguna lengua extranjera un documento que le han expedido en valenciano (no en bilingüe), como puede suceder, por ejemplo, en la Universidad de Valencia.

### México
En México, realizan traducciones certificadas tanto los peritos traductores autorizados por el Consejo de la Judicatura Federal como los autorizados por los consejos correspondientes de cada uno de los estados de la Federación y del Distrito Federal. Aunque, en principio, la validez de las traducciones certificadas está restringida a la jurisdicción en que está inscrito el perito, en la práctica a menudo se reconoce en otros estados. De esta forma, la persona o institución interesada puede elegir con más libertad al perito traductor que considere apropiado para su necesidad.
Existen agencias de traducción que proporcionan dicho servicio; sin embargo, los peritos traductores que realizan las traducciones deben estar inscritos en la jurisdicción donde llevan a cabo su labor. Aunque es posible que se reconozcan las traducciones de los peritos en otros estados, esto suele darse cuando la entidad federativa no cuenta con peritos traductores en algunos idiomas.

### Argentina: traducción pública
En Argentina, la profesión de traductor público está regulada por la Ley 20.305, sancionada el 25 de abril de 1973.
Para ejercer como Auxiliar de la Justicia (es decir, Perito Traductor), es necesario inscribirse en el Poder Judicial de la Nación.
Los traductores públicos en Argentina ejercen la profesión en calidad de fedatarios. Es decir,  dan fe de lo que traducen; no de los hechos o el contenido de los documentos, sino de la fidelidad de la traducción respecto del original. Esto implica que el juez deba tratar la traducción como una verdad jurídica objetiva hasta tanto no haya sentencia de incidente de redargución de falsedad que establezca lo contrario.

### Reino Unido
En el Reino Unido, una traducción certificada es simplemente aquella que viene con una declaración hecha por el traductor o la agencia de traducción que garantiza su exactitud, junto con la fecha, las credenciales del traductor y los datos de contacto. A menudo están firmadas y selladas y deben ser revisadas para garantizar su exactitud. Este es el tipo de certificación que requieren los organismos gubernamentales del Reino Unido, como el Ministerio del Interior, la Oficina de Pasaportes y la Agencia de Fronteras del Reino Unido, así como las universidades y la mayoría de las embajadas extranjeras en el Reino Unido. Una traducción certificada garantiza su exactitud y contiene el nombre y el número de contacto del traductor o del director de proyecto, que puede dar fe de esa exactitud y con el que puede ponerse en contacto la organización solicitante para hacerlo. Las traducciones certificadas pueden ser realizadas por traductores individuales, agencias de traducción u organizaciones sin fines de lucro.

### Estados Unidos
Una traducción certificada consta del texto en lengua original, el texto en lengua de destino y una declaración firmada por el traductor o por un representante de la empresa de traducción, en la que se afirma que la traducción es fiel y completa respecto al original. La firma debe estar notariada. En Estados Unidos no existe un sistema federal o estatal de licencia o certificación oficial para traductores. Sí existen credenciales profesionales, pero no tienen la misma validez legal que la acreditación estatal en otros países.

### Suecia
La Agencia de Servicios Legales, Financieros y Administrativos es el organismo oficial encargado de autorizar a traductores e intérpretes, quienes deben aprobar un exigente examen organizado por la institución. Los traductores autorizados poseen un título profesional protegido y sus traducciones tienen validez jurídica para todos los fines legales.

### Noruega
En Noruega los traductores son certificados por la Asociación de Traductores Jurados del Gobierno, tras superar un examen de alto nivel de dificultad. Los candidatos aprobados son autorizados por el Estado noruego para certificar sus traducciones con la fórmula True Translation Certified. La asociación fue fundada en 1913.

### Indonesia
En Indonesia, los traductores jurados son aquellos que han aprobado los exámenes de traducción jurídica organizados por la Facultad de Lingüística y Ciencias Culturales de la Universidad de Indonesia (FIB UI). Tras aprobar el examen, deben prestar juramento ante el gobernador de Yakarta (si poseen documento de identidad de Yakarta). En otras regiones, el juramento se realiza ante el respectivo gobernador, obteniendo así el estatus de «jurado».
La Asociación de Traductores de Indonesia (HPI) también organiza exámenes para quienes deseen obtener una certificación como traductores o intérpretes profesionales. Esta acreditación tiene una validez de cinco años.

### Países Bajos
La Oficina de Traductores e Intérpretes Jurados, dependiente del Consejo de Asistencia Jurídica y bajo la supervisión del Ministerio de Justicia, es responsable de la aplicación de la Ley de Traductores e Intérpretes Jurados. Existen dos niveles de acreditación, aunque únicamente el nivel más alto posee validez legal.

## Finalidad y naturaleza de la traducción jurada
Las Traducciones Juradas son las únicas traducciones a las que se reconoce carácter oficial y, por tanto, plena validez jurídica en el ámbito del derecho público. Todos los organismos públicos (administración, policía, juzgados, instituciones académicas y notarios) exigen siempre que las traducciones que se presenten sean traducciones juradas. Las traducciones se convierten en juradas una vez han sido firmadas y selladas por el traductor-intérprete jurado responsable de su autoría. Esto les confiere la cualidad de documentos oficiales con la misma validez legal que el original. 
Tradicionalmente, la traducción jurada solo podía realizarse en papel, debido a que debía incluir la firma y el sello originales del traductor-intérprete jurado. Ahora este procedimiento puede llevarse a cabo con los medios digitales aceptados oficialmente, con firma digital.

### Tipología y temática de los textos susceptibles de traducción jurada
Cualquier texto escrito (independientemente de su naturaleza y temática) es susceptible de requerir una traducción jurada, no solo textos jurídicos:
- Documentación académica (títulos escolares y universitarios, certificados de idiomas, expedientes académicos, programas de asignaturas y cursos, informes de evaluación escolar, etc.).
- Contratos de todo tipo y documentación laboral y empresarial (certificados de servicios prestados, escrituras de constitución de sociedades, estatutos, convenios), etc.
- Documentación testamentaria (repartos de herencias), correspondencia privada (incluyendo correos electrónicos y mensajería instantánea), etc.
- Documentación bancaria (extractos de cuentas bancarias, saldo disponible, titularidad, etc.).
- Documentación fiscal y de la Seguridad Social.
- Actas y certificados del Registro Civil (nacimiento, matrimonio, pareja de hecho, defunción) y de antecedentes penales, etc.
- Documentación administrativa (formularios, instancias, recursos, quejas y reclamaciones).
- Certificados médicos e informes periciales.
- Resoluciones, certificados e informes emitidos por notarios públicos y por la Administración pública.
- Documentación necesaria para participar en procesos de selección y contratación pública y privada (oposiciones, bolsas de trabajo, etc.).
- Documentación para presentar como prueba judicial.

## Formato
Para las traducciones juradas del y al español realizadas en España, hasta que se dicte la orden de desarrollo del Real Decreto 2002/2009, las normas referentes al formato de las traducciones juradas serán las que figuran en la Orden de 8 de febrero de 1996. En ellas se regulan solamente algunos aspectos, como la manera de firmar y sellar la traducción, así como el texto de la certificación de la que deberá ir seguida. En particular, puede utilizarse cualquier soporte físico de formato impreso, y no existe obligación legal alguna de presentarlas en papel timbrado de la FNMT. 
El contenido de la certificación oficial en España para el idioma castellano es el siguiente: 

Don / Doña (nombre y apellidos), Traductor-Intérprete Jurado de (idioma), reconocido por el Ministerio de Asuntos Exteriores, Unión Europea y Cooperación, certifica que la que antecede es traducción fiel y completa al (lengua de destino) de un documento redactado en (lengua de origen). En (lugar), a (fecha).

Por su parte, el sello deberá incluir exactamente la siguiente información: 

nombre, la leyenda “intérprete jurado de…” o “traductor-intérprete jurado de…” seguida del idioma para el que se obtuvo el nombramiento, dirección, teléfono y, en su caso, fax.

En la práctica, la Oficina de Lenguas del Ministerio de Asuntos Exteriores admite la inclusión en el sello de ciertos datos, como la dirección de correo electrónico o la dirección web.

## Metodología
Actualmente, la legislación española solo regula algunos aspectos de la forma de las traducciones juradas, pero no los criterios aplicables para realizarlas. Para suplir este vacío, varias asociaciones de traductores oficiales de distintos países han elaborado códigos de buenas prácticas. Entre otras, existe cierto consenso respecto a las recomendaciones siguientes.
Se aplicarán criterios específicos a ciertos elementos:
- Se transcribirán sin traducir las partes del texto que estén en un idioma distinto a aquel para el cual está habilitado el traductor jurado (o bien se omitirán indicando el motivo).
- Se transcribirán sin traducir las direcciones postales, los nombres propios y las calificaciones académicas.
- Se traducirán de la forma más literal posible las instituciones (organismos, titulaciones académicas, términos jurídicos), con el fin de evitar toda confusión con las existentes en el país de destino; si existen traducciones oficiales de dichas instituciones, se utilizarán.

Se adaptarán los siguientes elementos:
- Las abreviaturas se explicitarán en la lengua de destino, sin utilizar una abreviatura equivalente.
- Las cifras, horas y fechas se transcribirán utilizando el formato común en el país de destino.
- Las expresiones escritas en caracteres no latinos que no se traduzcan sino que se transcriban usando el alfabeto latino, irán acompañadas de una remisión al sistema de transliteración o de transcripción fonética utilizado.

Los posibles defectos del texto original se tratarán de la siguiente forma:
- Los errores (tipográficos, ortográficos) no se corregirán, sino que se describirán.
- Las partes del texto que sean ilegibles (firmas, mala calidad de impresión o de copia) se describirán como tales.